# جاش عمره
جاش عمره (انگلیسی: Josh Umerah؛ زادهٔ ۸ مارس ۱۹۹۷) بازیکن فوتبال اهل بریتانیا است.
از باشگاه‌هایی که در آن بازی کرده‌است می‌توان به باشگاه فوتبال چارلتون اتلتیک اشاره کرد.